# Loi portant évolution du logement, de l'aménagement et du numérique
Lire en ligne

sur Légifrance :
Loi no 2018-1021 du 23 novembre 2018 portant évolution du logement, de l'aménagement et du numérique

La loi du 23 novembre 2018 portant évolution du logement, de l'aménagement et du numérique, ou loi ÉLAN (portant évolution du logement, de l'aménagement et du numérique), vise à réformer le droit immobilier. Le texte est présenté au Conseil des ministres en avril 2018 par le ministre de la cohésion des territoires, Jacques Mézard et le secrétaire d'État Julien Denormandie, et vise un « choc de l'offre ». 
Après de longs débats et de nombreux amendements, le Sénat adopte le texte le 16 octobre 2018 (avec 201 voix pour et 127 contre), permettant la promulgation du texte par le président de la République (loi validée le 15 novembre 2018 par le Conseil constitutionnel), et la future publication des décrets d'application.  

## Principaux sujets
La loi précise, selon le ministère, les sujets suivants :
- Observation des loyers et encadrement des loyers (expérimentalement réautorisé). La loi Elan signe le grand retour de l'encadrement des loyers dans les zones tendues : son application est conditionnée aux propositions des collectivités locales. « En cas de non-respect du dispositif, et après mise en demeure restée vaine de s'y conformer, le bailleur pourra se voir sanctionné d'une amende jusqu'à 5 000 euros pour une personne physique et jusqu'à 15 000 euros pour une personne morale, comme une SCI[6]. »
- Amélioration de la prévention des expulsions locatives.
- Création d'un « bail mobilité » (meublé de 1 à 10 mois, non reconductible[7], où les locataires ne sont pas obligés de verser de dépôt de garantie, les propriétaires étant couverts contre les risques locatifs par le dispositif Visale).
- Urbanisme.
- Réforme du secteur HLM ; en particulier « tous les trois ans les locataires ayant des pièces non occupées pourront se voir proposer de changer de logement — s'ils le souhaitent — pour avoir accès à un logement conforme à leurs besoins et moins cher. »
- Création d'un régime de « cohabitation intergénérationnelle solidaire ».
- Redéfinition de l'« habitat inclusif ».
- Simplification des règles de copropriété pour prévenir et traiter les copropriétés fragiles ou dégradées.
- Bail numérique.
- Assouplissement de l'accessibilité aux personnes handicapées : l'obligation de 100 % de logements accessibles au handicap moteur dans l'immobilier neuf est supprimée, tombant à 20 % avec en contrepartie une autre obligation : tout logement neuf sera évolutif pour s'adapter aux besoins des habitants tout au long de la vie, grâce à des parois facilement déplaçables selon les besoins des ménages puis du vieillissement des habitants.
- Transformation facilitée de bureaux en logements.
- Régulation de la location en ligne de meublés touristiques en s’assurant que les utilisateurs respectent la limitation de 120 nuits par an. Dans le cas contraire, les plateformes de locations se doivent de bloquer les annonces des utilisateurs ne respectant pas cette réglementation et de les sanctionner[8] (« pour éviter la transformation de certains quartiers en villes-musées dont les habitants seraient chassés et endiguer la fraude »).
- Assouplissement de la loi littoral.
- Facilitation et accélération du traitement de l'habitat indigne.
- Modification du diagnostic de performance énergétique (qui selon l'art 55 bis c perd son statut purement informatif à compter de l'année 2021 et non plus en 2020).
- Qualité environnementale : selon le ministère, « la construction écologique est renforcée en faveur du recours aux éco-matériaux et le développement des solutions bas-carbone. Le défi climatique associe pleinement le secteur des bâtiments tertiaires qui constitue un vaste gisement d'économie d'énergie. ».
- Etude géotechnique : à la suite du décret d'application en août 2020, une étude de sols est désormais obligatoire pour la vente de terrains localisés dans des zones à risques (présence d'argile). Cette étude de la nature du sol devra être annexée au compromis de vente[9].
- Le contrat de projet partenarial d’aménagement (PPA) et la grande opération d’urbanisme (GOU) ont pour objectif d’accélérer les grands projets urbains et de renforcer l’efficacité de l’intervention des acteurs privés et publics[10].

## Résultats et critiques
La loi prévoit de supprimer l'avis potentiellement opposable des architectes des bâtiments de France pour les bâtiments protégés et de ne le rendre que consultatif. Cette mesure suscite des critiques des défenseurs du patrimoine, les élus locaux pouvant désormais ne pas tenir compte de ces avis dans leurs projets urbains. Cette loi présente en effet le danger de permettre la destruction de bâtiments protégés,,.
Avant le vote de la loi au Sénat, Pierre Madec, économiste à l'OFCE, estime que le gouvernement avec la loi Elan a posé « un bon diagnostic sur la crise du logement, mais n'apporte pas les réponses appropriées. »
Denis Dessus, président de l'ordre des architectes, considère que la loi « se fonde sur des calculs faux et des contre-vérités » et est « un retour en arrière vers la production de masse. »
Le permis de louer ne sera pas gratuit (la FNAIM regrette que son prix puisse être fixé, éventuellement arbitrairement, par les collectivités.[réf. nécessaire]
La loi Elan est critiquée par le Groupement pour l'insertion des handicapés physiques et le Collectif Luttes et handicaps pour l'égalité et l'émancipation. Il est question d'un retour sur la loi Veil de 1975 sur l'obligation d'accessibilité des bâtiments publics et d'habitation, ainsi que d'une victoire du lobby des promoteurs immobiliers.